# Зюраткуль (хребет)
Зюра́ткуль — хребет на Южном Урале, (Челябинская область), назван по имени близлежащего озера.

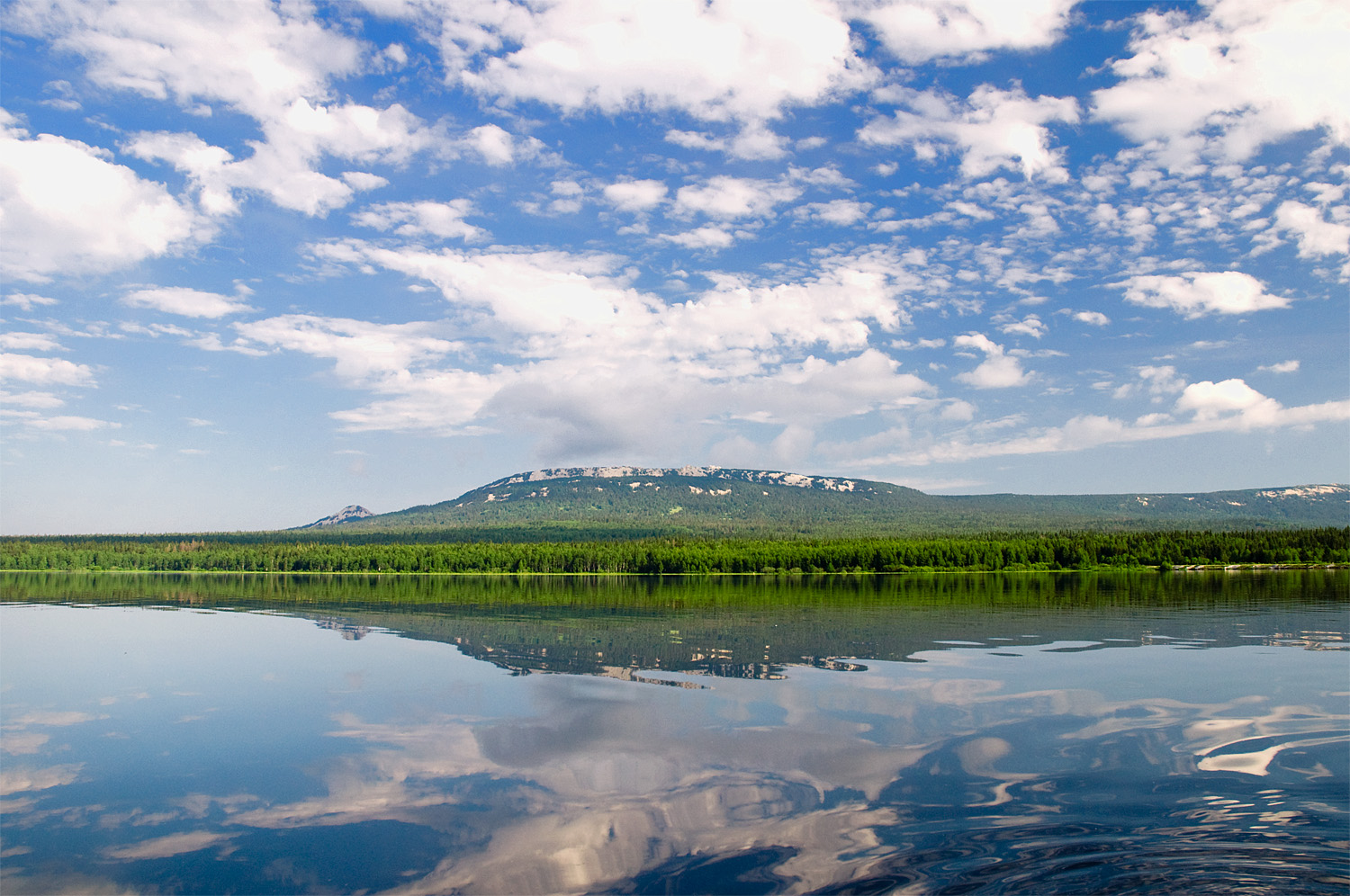
Хребет Зюраткуль, вид с озера Зюраткуль

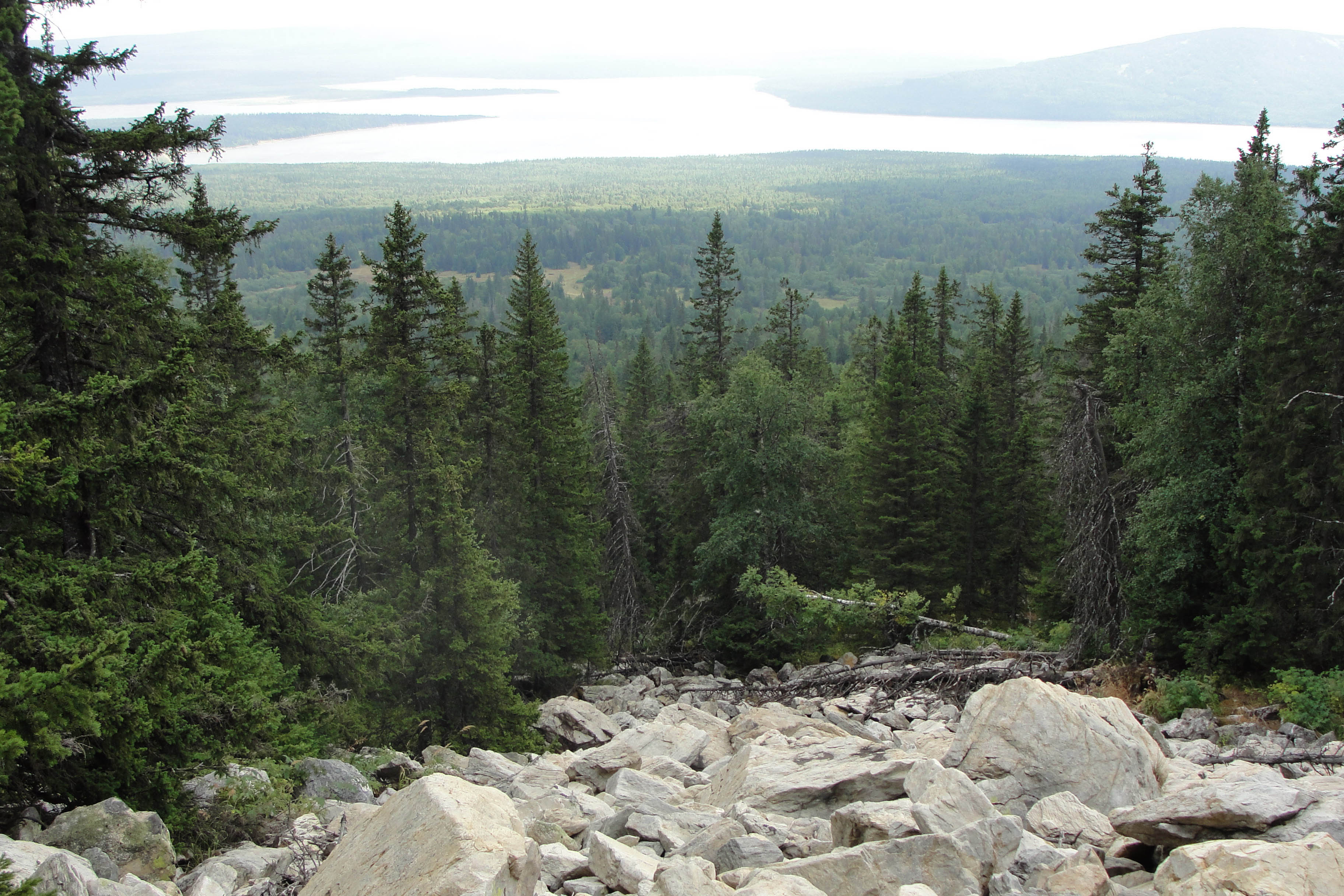
Курумник хребта Зюраткуль, внизу одноимённое озеро

Относится к хребтам-тысячникам Южного Урала. Хотя в НП «Зюраткуль» считается самым небольшим из «тысячников»
Протяжённость хребта около 8 километров. Абсолютная высота над уровнем моря 1175 метров.
При своих небольших размерах, хребет Зюраткуль богат на достопримечательности. От дороги, до подножия хребта проложена деревянная экологическая тропа и первое, что видят посетители, это плато в центральной части хребта Зюраткуль с группой белых скальных останцов, которые называются «медведи», названные так за характерную форму. Это высшая точка хребта Зюраткуль. С плато открывается красивый вид на озеро, хребет Нургуш и Голую сопку, конусообразную вершину практически идеальной формы, что лежит на самом юге хребта Зюраткуль. Считается, что Голая сопка — палеовулкан.
На самом юге хребта находится и урочище столбы. Это группа гигантских останцов, рядом с которыми были найдены кладбища древних людей.

## Происхождение топонима
От башкирского Юрак-Тау. Юрак или йөрәк означает сердце.
Русский учёный-энциклопедист Петер Паллас писал: «В углу меж ими находится посредственная гора Сатка-Тау, которая кажется есть отделенная часть большой и пространной вверх по Большой Сатке к югу лежащей горы Юрак-Тау… Юрак-Тау значит сердце-гора, и, кажется, она получила своё название по причине возвысившейся тупой верхушки, которая совсем гола и камениста. На сей горе лежит достопамятное озеро Юрак-Куль, в которое многие впадают ручьи и из которого проистекает Большая Сатка».
Со временем Юрак-Тау преобразовалось в Зюрак-Куль, а затем Зюраткуль.